# Dulce Ana
Dulce Ana fue una telenovela argentina producida y emitida por Canal 9 en 1995. Está basada en la telenovela mexicana Pobre Clara, historia original de Carmen Daniels adaptada por  Juan Carlos Badillo, Ana Montes y Stella de la Rosa. 
Esta versión fue protagonizada por Patricia Palmer y Orlando Carrió, con la actuación antagónica de la primera actriz Susana Campos. También esta telenovela marcó el debut de la actriz uruguaya Natalia Oreiro, quien interpretó a Verónica.

## Sinopsis
Ana vive asfixiada por su egoísta madre doña Mariana, quien la trata como a una sirvienta. Ana en apariencia es poco agraciada, esto también se lo debe a su madre ya que siempre la ha hecho sentir inútil y fea. La tía de Ana, Julia se compadece de ella y le regala un viaje como premio a su sacrificio. En aquel viaje Ana conoce a Fabián Harding quien se enamora de su dulzura y gracias a ese amor, Ana cambiará su apariencia y ahora luchará con doña Mariana quien pretende volver a dominarla y destrozar su felicidad.

## Reparto
- Patricia Palmer - Ana Iturbe Montalbán
- Orlando Carrió - Fabián Harding
- Susana Campos - Doña Mariana Iturbe Montalbán
- Natalia Oreiro - Verónica Iturbe Montalbán
- Alejandra Darín - Olga
- Ricardo Dupont - Aldo
- Boy Olmi - Javier Iturbe Montalbán
- Nelly Panizza - Julia Iturbe Montalbán
- Aldo Pastur - Carlos Iturbe Montalbán
- Sabrina Rojas - Stella Maris Maldonado
- Verónica Ruano - Marilú Iturbe Montalbán
- Silvia Kutika - Claudia Iturbe Montalbán
- Boris Rubaja - Víctor Matienzo
- Guillermo Santa Cruz - Mario Iturbe Montalbán
- Isabel Spagnuolo - Marta
- Gustavo Ferrari - Sebastián Marín
- Raúl Filippi - Rosales
- Gustavo Guillén - Alejandro Corvalán
- Regina Lamm - Sofía
- Nancy Louzan - Florencia Saldarriaga
- Rodolfo Machado - Fernando
- Florencia Bertotti
- Ana María Castel
- Gustavo Fabi
- Ana Franchini
- Mario Galvano
- Marcela Gutiérrez
- Verónica Kosiura
- Chris Lavalle
- Diego Leske
- Jorge Morales
- Jorge Sabate

## Versiones
- Dulce Ana es una adaptación de la telenovela mexicana Pobre Clara emitida en 1975, producida por Valentín Pimstein para Televisa, protagonizada por Chela Castro y Julio Alemán.

- En Argentina el Canal 11 (hoy Telefe), ya había realizado una versión muy exitosa en 1984 con el mismo título de la original, Pobre Clara protagonizada por Alicia Bruzzo y Germán Kraus.

- En México, Televisa realizó otra versión también en 1995 titulada Pobre niña rica, protagonizada por Victoria Ruffo y Ariel López Padilla.

## Premios y nominaciones
| Año  | Premios               | Categoría                       | Nominados | Resultado |
| ---- | --------------------- | ------------------------------- | --------- | --------- |
| 1995 | Premios Martín Fierro | Mejor telenovela/ficción diaria | Dulce Ana | Ganadora  |